# Maciej Nowak (muzyk)
Maciej Nowak (ur. 6 lutego 1997 w Chrzanowie) – muzyk, autor audycji radiowych, działacz społeczny. Prywatnie syn Leszka Nowaka, wokalisty zespołu Sztywny Pal Azji. 

## Życiorys
Założyciel, lider, wokalista, gitarzysta i autor tekstów zespołu EDER. Występuje również jako frontman zespołu Instytucja oraz basista projektu KISSINSKY. Prowadził audycje radiowe "Jesteśmy w ederze", "Nowe", "Nasze Pokolenie", "NOWAKOLEKCJA" w Radiospacji. 
Znany również z aktywnej działalności społecznej. Jako wiceprzewodniczący Stowarzyszenia „Przyjaźni Miastu” był odpowiedzialny m.in. za projekt Letniej Sceny Muzycznej realizowanej w 2023 roku w Trzebini. Wcześniej kierownik ds. muzycznych Chechło Live Festiwalu. W swojej twórczości często porusza ważne tematy społeczne takie jak krajowa sytuacja polityczna, uzależnienie cyfrowe czy ekologia. Ukończył I Liceum Ogólnokształcące w Chrzanowie oraz jest absolwentem studiów magisterskich na Wydziale Prawa i Administracji Uniwersytetu Jagiellońskiego.

## Dyskografia
Albumy
- Szara (2017) – Sztywny Pal Azji - (chórki w utworach "Wstyd" i "Iluminacje")
- 30 lat z wariatami (2018) – Sztywny Pal Azji (chórki w utworze "Zbyszek Kieliszek")
- Koniec czy początek (2021) – KISSINSKY
- Wolny człowiek (2022) – KISSINSKY

EP
- EDER (2016)